# Прототип функции
Прототипом функции в языке Си или C++ называется объявление функции, не содержащее тела функции, но указывающее имя функции, арность, типы аргументов и возвращаемый тип данных. В то время как определение функции описывает, что именно делает функция, прототип функции может восприниматься как описание её интерфейса.
В прототипе имена аргументов являются необязательными, тем не менее, необходимо указывать тип вместе со всеми модификаторами (например, указатель ли это или константный аргумент).

## Пример
В качестве примера, рассмотрим следующий прототип функции:
```
int
 
foo
(
int
 
n
);

```

Этот прототип объявляет функцию с именем «foo», которая принимает один аргумент «n» целого типа и возвращает целое число. Определение функции может располагаться где угодно в программе, но объявление требуется только в случае её использования.

## Использование

### Уведомление компилятора
Если функция предварительно не была объявлена, а её имя встречается в выражении, сразу за которым следует открывающая скобка, то она неявно объявляется как функция, возвращающая результат типа int и ничего не предполагается о её аргументах. В этом случае компилятор не сможет выполнить проверку типов аргументов и арность, когда функция вызывается с некоторыми аргументами. Это потенциальный источник проблем. Следующий код иллюстрирует ситуацию, в которой поведение неявно объявленной функции не определено.
```
#include
 
<stdio.h>

 

/* 

 * При реализации этого прототипа компилятор выдаст сообщение об ошибке 

 * в main(). Если он будет пропущен, то и сообщения об ошибке не будет.

 */

int
 
foo
(
int
 
n
);
              
/* Прототип функции */

 

int
 
main
(
void
)
 
/* Вызов функции */

{
                 

    
printf
(
"%d
\n
"
,
 
foo
());
   
/* ОШИБКА: у foo отсутствует аргумент! */

    

    
return
 
0
;

}

 

int
 
foo
(
int
 
n
)
 
/* Вызываемая функция  */

{
             

    
if
 
(
n
 
==
 
0
)
 

        
return
 
1
;

    
else
 

        
return
 
n
 
*
 
foo
(
n
 
-
 
1
);

}

```

Функция «foo» ожидает аргумент целого типа. Если прототип пропущен, компилятор не может это обработать и «foo» завершит операцию на некоторых других данных стека (вероятно, это будет обратный адрес или значение переменной, не входящей в область допустимых значений). Включением прототипа функции вы информируете компилятор о том, что функция «foo» принимает один аргумент целого типа и вы тем самым позволяете компилятору обрабатывать подобные виды ошибок.

### Создание библиотечных интерфейсов
Путём помещения прототипов функций в заголовочный файл можно описывать интерфейс для библиотек.

### Объявления класса
В C++ прототипы функций также используются в определении классов.